# Casa dels Campos
La casa dels Campos és un edifici d'Ulldecona (Montsià) inclòs a l'Inventari del Patrimoni Arquitectònic de Catalunya.

## Descripció
És un habitatge entre mitgeres, de façana ordenada simètricament, tot i que les obertures es troben disposades de manera irregular. Consta de planta baixa i dos pisos, i el tret més rellevant n'és l'esgrafiat de la façana que, a la planta baixa fa un dibuix simulant carreus, i a les dues plantes superiors traça uns plafons rectangulars i tres fileres verticals, simulant columnes, decorades amb motius florals d'estil modernista, en color groc.